# Max Frisch
Max Frisch (ur. 15 maja 1911 w Zurychu, zm. 4 kwietnia 1991 tamże) – szwajcarski architekt, pisarz i dramaturg, członek założyciel „Gruppe Olten” (1970), laureat Neustadt International Prize for Literature (1986).

## Życiorys
Był synem architekta. Zaczął studiować germanistykę na uniwersytecie w Zurychu, lecz po śmierci ojca ze względów materialnych musiał przerwać studia. Koncentrował się na pracy publicystycznej, aby zapewnić utrzymanie matce. W ciągu trzech lat napisał ponad 100 artykułów, które bazowały na opracowaniu własnych doświadczeń. Pracował w redakcji dziennika „Neue Zürcher Zeitung”. W latach 1933–1935 podróżował po wschodniej i południowej Europie, a także po raz pierwszy odwiedził Niemcy. W latach 1936–1941 studiował architekturę; po ukończeniu studiów z powodzeniem zajął się architekturą. W latach 1942–55 Max Frisch posiadał własne biuro architektoniczne. W 1943 roku wygrał konkurs na projekt basenu na wolnym powietrzu w Zurychu. W sumie zaprojektował dziesiątki budowli, m.in. dom wiejski dla producenta wody do włosów K. F. Ferstera, który za zmianę klatki schodowej bez konsultacji z nim wniósł przeciwko niemu pozew do sądu. W zemście za to pisarz uczynił fabrykanta protagonistą właściciela fabryki wody do włosów w dramacie Biedermann i podpalacze.
W 1947 poznał w Zurychu Bertolta Brechta, a w 1951 wyjechał na stypendium Fundacji Rockefellera do Stanów Zjednoczonych.
Max Frisch uczestniczył w 1948 w Światowym Kongresie Intelektualistów w Obronie Pokoju we Wrocławiu. Frisch opuścił kongres przed uchwaleniem końcowej rezolucji, dystansując się w ten sposób od politycznych manipulacji.

## Twórczość
W 1955 ostatecznie zamknął swoje biuro architektoniczne i odtąd zajmował się wyłącznie twórczością literacką. W pierwszych  latach po II wojnie światowej dał się poznać jako dramatopisarz. W sztuce Nun singen sie wieder (1945) podnosi problem winy za zbrodnię popełnioną podczas wojny na jeńcach rosyjskich.  Wątek kata i ofiary podejmuje też w sztuce Als der Krieg zu Ende war (1949). Z kolei w sztuce Die chinesische Mauer (1947), stosując brechtowski efekt obcości, wprowadzając na scenę aktora-amatora i posługując się farsą, obrazuje problem władzy, zastosowania wynalazków, pozycji i powinności intelektualisty. Graf Öderland (1951) porusza w poetyce absurdu i  surrealizmu kwestię władzy, terroru i anarchii jako wątpliwych sposobów porządkowania rzeczywistości.  Biedermann und die Brandstifter (1958) to obraz człowieka o mentalności mieszczańskiej, który przyjmuje do swego domu podpalaczy. Dramaty Frischa odznaczają się luźną epicką budową. Składają się z rozdziałów, obrazów zorientowanych na krytyczną wartość treści, na ironię, a nie na tworzenie emocjonalnego napięcia.
W powieści Stiller (1954) przedstawia historię człowieka, który buntując się przeciwko swojemu wizerunkowi, konstruuje sobie fikcyjne drugie życie, żeby wyzwolić się z uwikłania między tym, za kogo siebie uważa, a tym, za kogo uchodzi. Homo Faber (1957) to historia inżyniera, superracjonalisty, który przez przypadek zostaje wytrącony z życiowej rutyny, musi skonfrontować się z przeszłością i nieświadomie przeżywa romans z własną córką.
29 marca 1945 roku miała miejsce w teatrze Schauspielhaus w Zurychu premiera sztuki Nun singen sie wieder), a 7 marca 1946 roku w tym samym teatrze odbyła się  prapremiera pierwszej sztuki Frischa Santa Cruz, z kolei w styczniu 1949 roku miała miejsce premiera dramatu  Als der Krieg zu Ende war. 
Z około 130 zeszytów notatek, które Frisch sporządził w okresie powojennym, powstał w 1947 roku Dziennik z Marion (Tagebuch mit Marion), a w 1950 roku ukazał się Dziennik 1946–49 (Tagebuch 1946–1949), będący mozaiką informacji z podróży i autobiograficznych rozważań, esejów politycznych oraz szkiców literackich. 
W toku swej kariery był wielokrotnie nagradzany, między innymi w 1989 został uhonorowany Nagrodą im. Hermanna Hessego. W twórczości Max Frisch piętnował faszyzm i inne przejawy totalitaryzmu. Przedstawiał sytuację współczesnego człowieka z jego uwarunkowaniami i ograniczeniami społecznymi oraz wpływ na jego życie technokratycznej cywilizacji.
Utrzymywał kontakty z Zespołem Realizatorów Filmowych „Kamera” prowadzonym przez Jerzego Bossaka. Zachwycony scenariuszem będącym adaptacją powieści Homo Faber (1957) autorstwa Wojciecha Hasa (twierdził, iż próba adaptacji dokonana przez Viscontiego nie dorównuje finezji adaptacji Hassa), zamierzał ten film z nim realizować; główną rolę miał grać Anthony Quinn. Z nieznanych przyczyn do realizacji filmu nie doszło.

## Życie prywatne
Pierwsza żona: 30 lipca 1942 – Gertrud von Meyenburg (rozwód 1959), druga żona  – 1968 Marianne Oellers (rozwód 1979). Dzieci: z pierwszego małżeństwa Ursula Priess-Frisch (ur. 1943), Hans Peter (ur. 1944) i Charlotte (ur. 1949). W latach 1958–1962 był związany z austriacką pisarką Ingeborg Bachmann, której zaproponował małżeństwo, jednak do zawarcia związku nie doszło.

## Recepcja w Polsce
W Polsce powstało wiele prac dotyczących twórczości Frischa. Problemem osamotnienia głównego bohatera zajmowała się prof. Olga Dobijanka-Witczakowa (Bohater powieści Maksa Frischa). Z kolei wpływ, jaki wywarła tragedia grecka na twórczość epicką Frischa, opisała Grażyna Rompel-Kwiatkowska w Elementach tragedii antycznej w powieściach Maksa Frischa.

## Dzieła (wybór)
Powieści

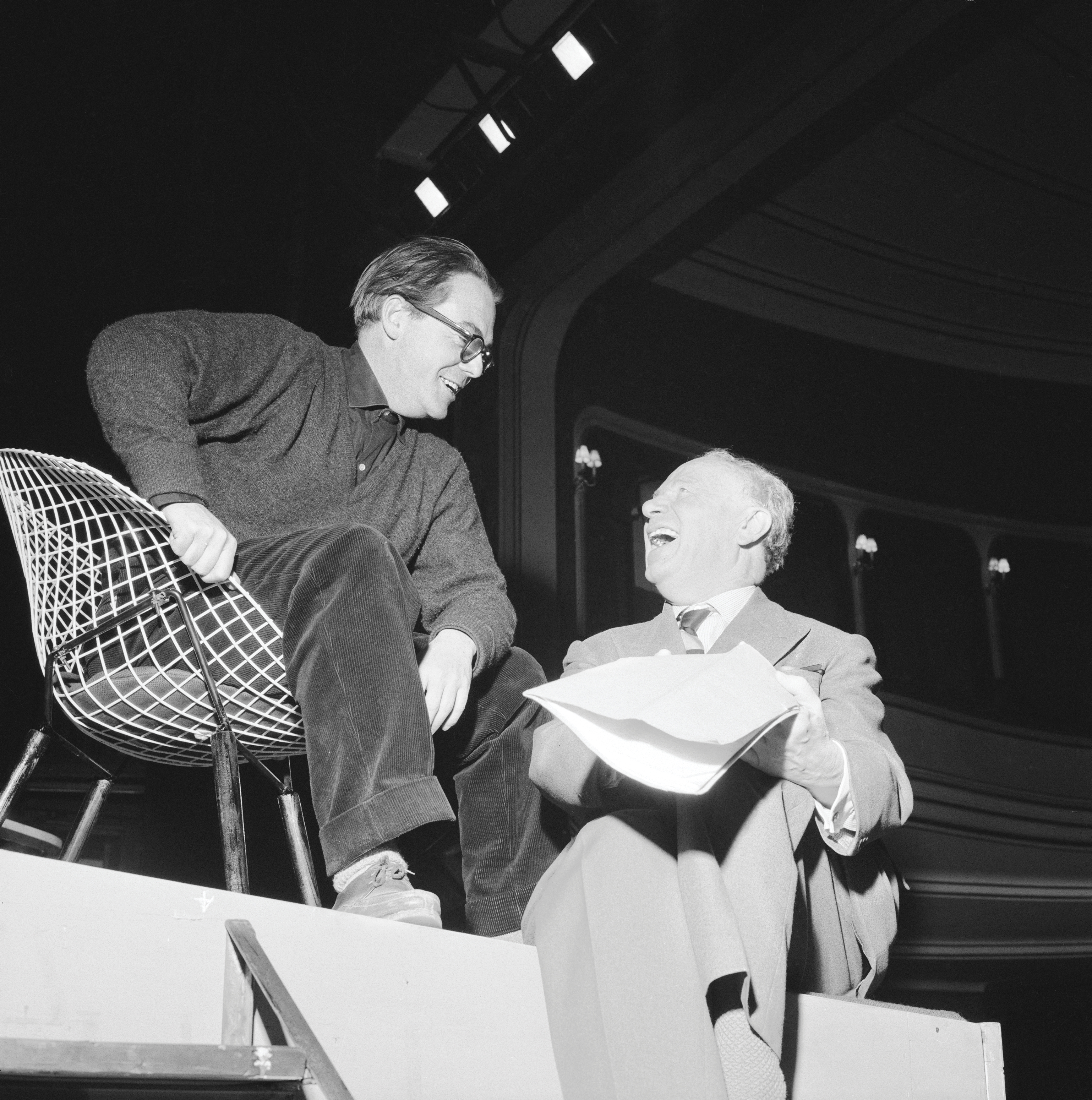
Max Frisch z Oskarem Wälterlinem podczas próby do Biedermanna i podpalaczy (1958)

- Stiller (Stiller) (1954, wyd. polskie 1960)
- Homo Faber: relacja (Homo faber. Ein Bericht, 1957, wyd. polskie 1959)
- Powiedzmy Gantenbein (Mein Name sei Gantenbein, 1964, wyd. polskie 1965)
- Montauk (1975, wyd. polskie 1978)

Opowiadania
- Sinobrody (Blaubart) (wybór opowiadań, wyd. polskie 2002)

Dramaty
- Santa Cruz (Santa Cruz) (1944)
- Teraz śpiewają oni znowu (Nun singen sie wieder) (1946)
- Chiński mur (Die chinesische Mauer) (1947)
- Kiedy wojna zbliżała się do końca (Als der Krieg zu Ende war) (1949)
- Hrabia Öderland (Graf Öderland) (1951)
- Don Juan, czyli miłość do geometrii (Don Juan oder Die Liebe zur Geometrie) (1953)
- Rip van Winkle (Rip van Winkle) (1953)
- Biedermann i podpalacze (Biedermann und die Brandstifter, 1958)
- Szewska pasja Filipa Hotza (Die große Wut des Philipp Hotz) (1958)
- Andorra (Andorra)(1961)
- Biografia (Biographie: Ein Spiel) (1967)
- Tryptyk (Triptychon. Drei szenische Bilder)(1978)

Inne
- Blätter aus dem Brotsack (1940) (dziennik wojenny)
- Dziennik 1946-1949 (Das Tagebuch 1946-1949, 1950)
- Tagebuch 1966-1971 (1972)

Polska edycja dzieł zebranych
- Max Frisch: Dramaty zebrane. Tom I pod red. Macieja Ganczara, Warszawa: ADiT 2016, ISBN 978-83-60699-31-7.
- Max Frisch: Dramaty zebrane. Tom II pod red. Macieja Ganczara, Warszawa: ADiT 2016, ISBN 978-83-60699-32-4.